# Malta (přehradní nádrž)

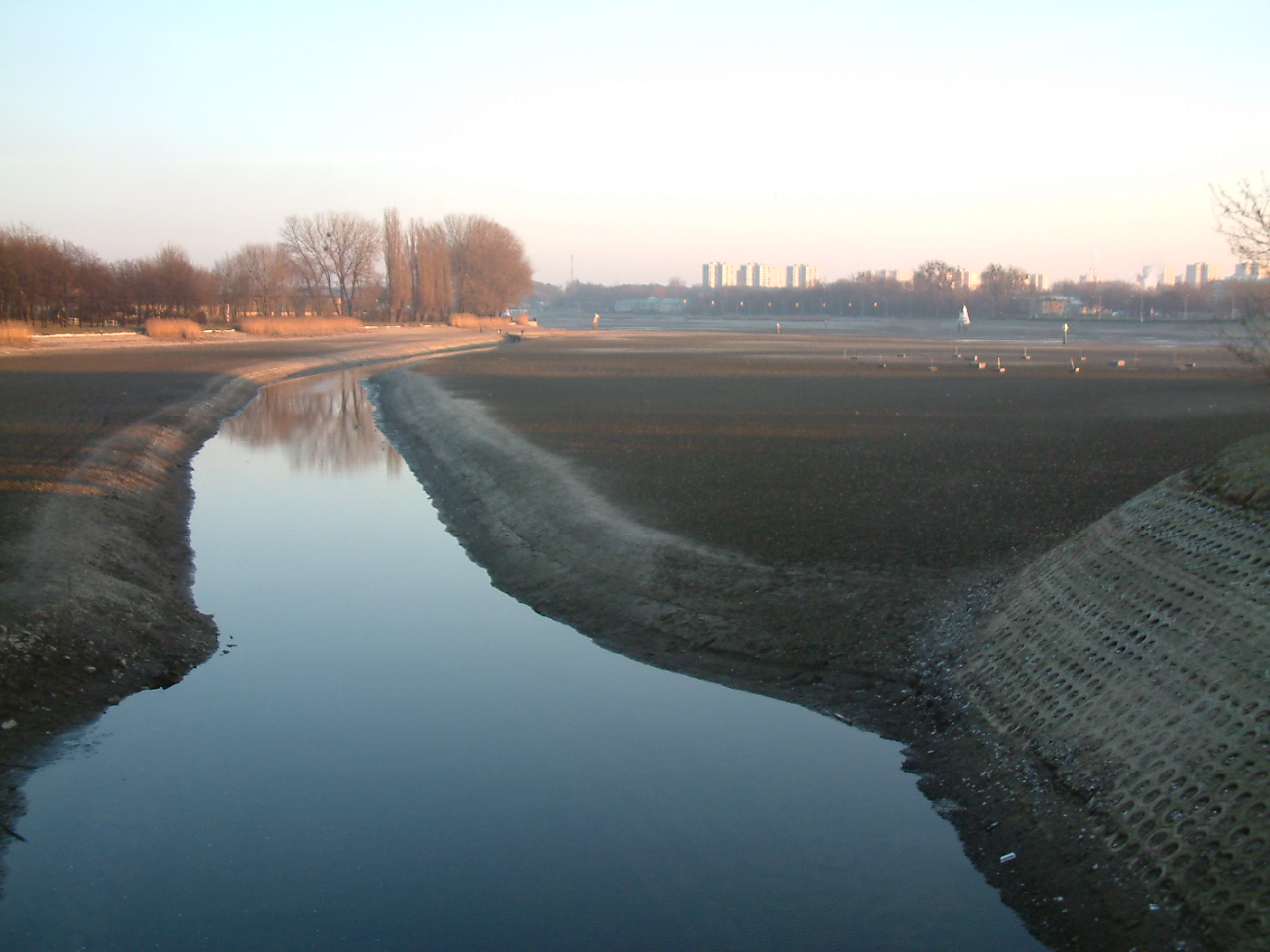
Dno vypuštěného jezera v zimě 2004/2005, dobře viditelné je zde původní koryto řeky Cybiny

Jezero Malta, polsky Jezioro Maltańskie, je umělá vodní nádrž v Polsku na severovýchodním okraji města Poznaně, která vznikla přehrazením řeky Cybiny. Nádrž byla dobudována v roce 1952, stavět se zde začalo již během druhé světové války, kdy za okupace Němci začali přetvářet zdejší rybníky.
Nádrž je 2200 metrů dlouhá a 460 metrů široká, zabírá plochu 0,67 kilometru čtverečního (67 hektarů), po obvodu měří 5,6 kilometru. Hloubka vody zde dosahuje od 3,1 metru do 5 metrů. Jde o největší umělou vodní plochu ve městě Poznani. Nádrž je využívána nejen jako rezervoár vody, ale slouží i pro sport, zábavu, rekreaci i rybolov.
Nachází se zde řada turistických, rekreačních, zábavních a kulturních atrakcí jako je umělý lyžařský svah, kluziště, nová poznaňská zoologická zahrada (Nowe Zoo w Poznaniu), poznaňská úzkorozchodná železnice (Kolejka Parkowa Maltanka), půjčovna jízdních kol a další. Každoročně se zde v létě koná pravidelný divadelní festival.
Kromě toho se zde nachází jedna z nejstarších veslařských drah v Evropě, která je využívána jak pro závody
a trénink veslování tak i pro účely rychlostní kanoistiky.
V roce 1990, 2001 a 2010 se zde konalo mistrovství světa v rychlostní kanoistice a v roce 2009 pak i mistrovství světa ve veslování, pravidelně se zde konají i závody Světového poháru ve veslování.

## Veslařské a kanoistické akce
- Mistrovství Evropy v rychlostní kanoistice 1961
- Mistrovství světa v rychlostní kanoistice 1990
- Mistrovství světa v rychlostní kanoistice 2001
- Mistrovství světa ve veslování 2009
- Mistrovství Evropy v rychlostní kanoistice juniorů 2009
- Mistrovství světa v rychlostní kanoistice 2010

## Knihy
(polsky)
- Ryszard Gołdyn, Barbara Jankowska, Piotr Kowalczak, Maria Pułyk, Elżbieta Tybiszewska, Janusz Wiśniewski, Wody powierzchniowe Poznania, w: Środowisko naturalne miasta Poznania. Część I, Urząd Miejski w Poznaniu, Poznań, 1996, ss.57, 64-66
- Poznań – atlas aglomeracji 1:15.000, wyd. CartoMedia/Pietruska & Mierkiewicz, Poznań, 2008, ISBN 978-83-7445-018-8